# Rustawi 2
Rustawi 2 (gruz. რუსთავი 2) – gruzińska prywatna telewizja. Została uruchomiona 1 czerwca 1994 jako pierwsza komercyjna stacja w kraju.